# El tesoro del saber
El tesoro del saber fue un programa televisivo educativo mexicano emitido originalmente de 1982 a 1987. Se caracterizaba por la utilización de títeres, marionetas y actores en vivo que en su conjunto representaban la vida en una granja convencional. Los capítulos se escenificaban en el establo de la granja.
El programa fue creado y producido por Silvia Roche y como productor y director general Enrique Segoviano —también conocido por su participación en los programas de El Chapulin Colorado, El Chavo del Ocho y Chespirito— para Televisa.
El formato del programa tuvo éxito al combinar elementos atractivos para el público infantil (títeres representando animales, plantas y elementos de una granja tipo) con diálogos sencillos y fraseos musicales, con los cuales se reforzaban ideas o conceptos que se deseaban enseñar en cada capítulo. Gran parte de los temas tratados correspondían a la enseñanza básica en ciencias sociales y naturales, matemáticas y lenguaje, de forma paralela a otras series populares en Hispanoamérica como Plaza Sésamo (Versión en castellano de Sesame Street).
Unos años antes, entre 1979 y 1984, se trasmitió con mucho éxito el programa Odisea Burbujas, pero al llegar a su fin los productores decidieron crear otro programa debido al éxito de una de las canciones del programa, El Tesoro del Saber. Esta canción fue utilizada como apertura del nuevo espacio que se llamaría como la canción y la compuso Nacho Méndez. La Música Incidental que ocupa los bloques intermedios cuando cantan canciones populares con letra apropiada al Tema del Programa, las Espigas, Elotitos, Chícharos y Tomates fue ejecutada por el pianista Eduardo Bermúdez Motta.

## Personajes

### Don Biblioteco
Es el granjero dueño, quien hacía las veces de personaje principal, llevando el hilo de las conversaciones y a la vez conectando los diálogos entre los diferentes personajes en cada capítulo. Una frase que decía mucho es “no tiene pierde…”. Era interpretado por el actor Armando de Pascual.

### Marilú
Nieta de Don Biblioteco, se encargaba de la granja junto con su abuelo. Ella era la responsable de explicar las palabras nuevas vistas en cada programa y cómo escribirlas. Era interpretada por la actriz Maria Alicia Delgado.

### El cartero
Personaje que traía las cartas para los habitantes de la granja, de manera que proponía a veces temas de conversación y muchas más.

### Panfleto Poca Paja
Un espantapájaros gruñón que por lo regular estaba sentado en una ventana y soportaba costalazos (golpes con sacos de pajas) que le lanzaban según los comentarios que hacía. Era interpretado por el actor Ricardo de Pascual, en la primera temporada (1982), y por Carlos Ignacio, en la segunda temporada (1983), quien interpretó a otro espantapájaros llamado Pantaleón Muchapaja.

### El burro Alfalfa y la vaca Clarisa
Un burro muy simpático que siempre tenía preguntas graciosas sobre el tema. La vaca siempre le acompañaba en los comentarios y reforzaba el tema al repetirle la lección. El burro era interpretado por Rodrigo De La Mora (conocido también como “patas verdes”),  y la vaca Clarisa era personificada por Aurora Alvarado (conocida por “Mafafa Musguito” y “Princesa de Cachirulo”).

### Las sandías
Cordelia, Gudelia y Zenovia son 3 sandías que siempre escuchan la clase de Don Biblioteco. Zenovia siempre tiene una visión pesimista y miedosa de cualquier tema, mientras Gudelia trata de entender, pero no puede comunicar perfectamente el tema, pues siempre tartamudea. Ambas tienen su cara en la posición vertical de la sandía.  Cordelia, quien parece ser la líder, es la optimista, la única que tiene su cara en la forma horizontal de la sandía y quien más entiende del tema que se trata.  Sin embargo, a veces no puede explicarles bien a sus compañeras y deja esa tarea a Don Biblioteco.

### Pimpollo y Pimpinela
Una parejita de tortolitos (palomas) que siempre vivían muy enamorados, expresándose su amor mutuo con caricias con sus picos y frases muy dulces y clichés, lo que era motivo de escándalo para la Gallina Vespertina, que vivía aconsejando a su hijito Hermenegildo de no aprender de ellos.

### Doña Vespertina
Una gallina ponedora muy protectora de su hijito pequeño, el pollito Hermenegildo (un pollito blanco de pocos días de nacido), a quien siempre vivía regañando a la vez que aconsejando.

### Cuchufleto y Refunfuño
Son un loro y una especie de cuervo azul que se encuentran en una de las ventanas de la granja. El loro Cuchufleto siempre hace adivinanzas y chistes del tema a tratar, mientras que Refunfuño quiere seguir aprendiendo y no le gusta que distraigan a Don Biblioteco con chistes malos.

### Las flores
Son cuatro especies de margaritas de distintos colores: Rojo(Lala), Rosa(Lela), Lila(Lila) y Amarillo(Lola).Ellas viven en la granja de Don Biblioteco y representan la dinámica de un salón de clases {Quien pregunta (Lela), quien se distrae (Lola), quien calla a los que hablan (Lala) y quien pone atención y entiende lo que se pregunta(Lila)}.

### Cocol el Caracol y Tuga la Tortuga
Un simpático caracol que usa antiparras y es un bibliófilo (apasionado por la lectura y los libros). Su mejor amiga y acompañante frecuente es una tierna tortuga pelirroja que se peina con dos trencitas. Siempre atentos a las lecciones de Don Biblioteco según el tema de cada episodio, y hábiles para ocultarse dentro de sus respectivos caparazones.

### Tomatoño y la Zanahoria
Un tomate parlanchín acompañado de una zanahoria de nombre desconocido. Ambos opinan neutralmente a cada tema del episodio en curso, sin afectar la trama.

### Gusi y Susi (Los Gusanitos)
Dos simpáticos y alocados gusanitos aficionados a las matemáticas. Gusi (de cuerpo verde con amarillo y peluquín pelirrojo), siempre está contando con su ábaco cualquier cosa sin importar la cantidad. Por otro lado, su mejor amiga Susi (de cuerpo rosa con morado y peluquín moreno) intenta hallarle la razón al tema que se habla en cada episodio.

## Publicaciones impresas
Con el tiempo se realizó una publicación impresa titulada también El Tesoro del Saber, con una difusión y éxito moderados.